# Dominique Perrault
Dominique Perrault (ur. 9 kwietnia 1953 w Clermont-Ferrand) – francuski architekt.
Najsłynniejszą jego realizacją jest Francuska Biblioteka Narodowa w Paryżu (1996). Cztery oddzielne budynki w planie stanowią cztery narożniki jednego kwadratu. W przestrzeni symbolizują one otwarte książki. Zgodnie z założeniem autora, zbiory biblioteki mają wypełniać kolejne, coraz wyżej położone kondygnacje wieżowców, dając tym samym obraz rozwoju kultury narodowej. W 1997 został za ten projekt uhonorowany Nagrodą Miesa van der Rohe. W 2012 został Oficerem Legii Honorowej.

## Główne dzieła
- Francuska Biblioteka Narodowa w Paryżu, 1990-1996
- kryty welodrom i basen sportowy w Berlinie, 1993-1999
- rozbudowa Europejskiego trybunału Sprawiedliwości w Luksemburgu
- Ratusz w Innsbrucku, 2002
- Hotel Me w Barcelonie, 2008
- DC Towers w Wiedniu, pierwszy z budynków ukończony w 2013